# Bos Ter Rijst
Het Bos Ter Rijst is een natuurgebied in de Vlaamse Ardennen in Zuid-Oost-Vlaanderen (België). Het 25 ha grote domeinbos wordt beheerd door de Vlaamse overheidsdienst Agentschap voor Natuur en Bos. Het natuurgebied ligt op het grondgebied van de gemeente Maarkedal (deelgemeente Schorisse). Het natuurgebied is erkend als Europees Natura 2000-gebied (Bossen van de Vlaamse Ardennen en andere Zuid-Vlaamse bossen) en maakt deel uit van het Vlaams Ecologisch Netwerk. 
Het Bos Ter Rijst dankt zijn naam aan het vroegere hakhoutbeheer.  Tot in de 18de eeuw werden om de vijf à tien jaar de jonge bomen en struiken van het bos tot aan de grond afgezet. Het gekapte hout werd samengebonden tot bussels – rijshout genoemd – voor bakovens.

## Landschap
Het Bos Ter Rijst ligt langgerekt op de steile oostflank langs de bovenloop van de Molenbeek. Het bos ligt midden in het reliëfrijke landschap van de Vlaamse Ardennen. De hoogte neemt een steile duik van 95 à 105 m in het zuidoosten tot 50 à 65 m in het noordwesten. De Molenbeek wordt gevoed door vele bronnetjes in het bos en ten zuiden ervan.
Aan de ingang van het bos werd een gedenksteen onthuld ter ere van Marcel Nachtergaele, een van de pioniers op vlak van de Vlaamse natuurbescherming.

## Fauna
De poeltjes langs de Molenbeek vormen de ideale habitat voor reptielen en amfibieën. In 2003 werden maar liefst 30 soorten vogels waargenomen, waaronder bosuil, ransuil, appelvink, buizerd, glanskop en boomklever. In de brongebieden komt de vuursalamander voor en aan de rand van het bos heeft de hazelworm zijn stekje gevonden. De Molenbeek vormt de habitat van driedoornige stekelbaars, bermpje en rivierdonderpad. Het is een van de weinige plaatsen waar de beekprik en de kwabaal werden geherïntroduceerd. Door zijn kleine oppervlakte en vrij geïsoleerde ligging is het Bos Ter Rijst vrij arm aan zoogdieren. Toch komen er hazen, egels, mollen, wezels, eekhoorns en hermelijnen voor. Op de oostelijke flank van het bos graaft de vos zijn burcht.

## Flora
Het Bos Ter Rijst is een heel gevarieerd bos. Aan de beekrand vindt men gewone es, zwarte els en hazelaar. Verder komen voornamelijk beuk maar ook eik, haagbeuk, zomereik, esdoorn en populier voor. De kruidlaag omvat verschillende plantensoorten: reuzenpaardenstaart, hangende zegge, boszegge, pilzegge, bleke zegge, ijle zegge verspreidbladig goudveil, berenklauw, moerasspirea,... Er komt verder een tiental soorten bramen voor, waaronder woudbraam en kale woudbraam.
In de lente toveren de voorjaarsbloeiers een kleurig tapijt tevoorschijn: wilde hyacint, bosanemoon,...

## Natuurbeleving
Het Bos Ter Rijst is vrij toegankelijk op de wandelpaden. De bewegwijzerde Omer Wattez-wandelroute, het wandelknooppuntennetwerk 'Getuigenheuvels Vlaamse Ardennen' en de Streek-GR Vlaamse Ardennen doorkruisen het bos.

## Afbeeldingen

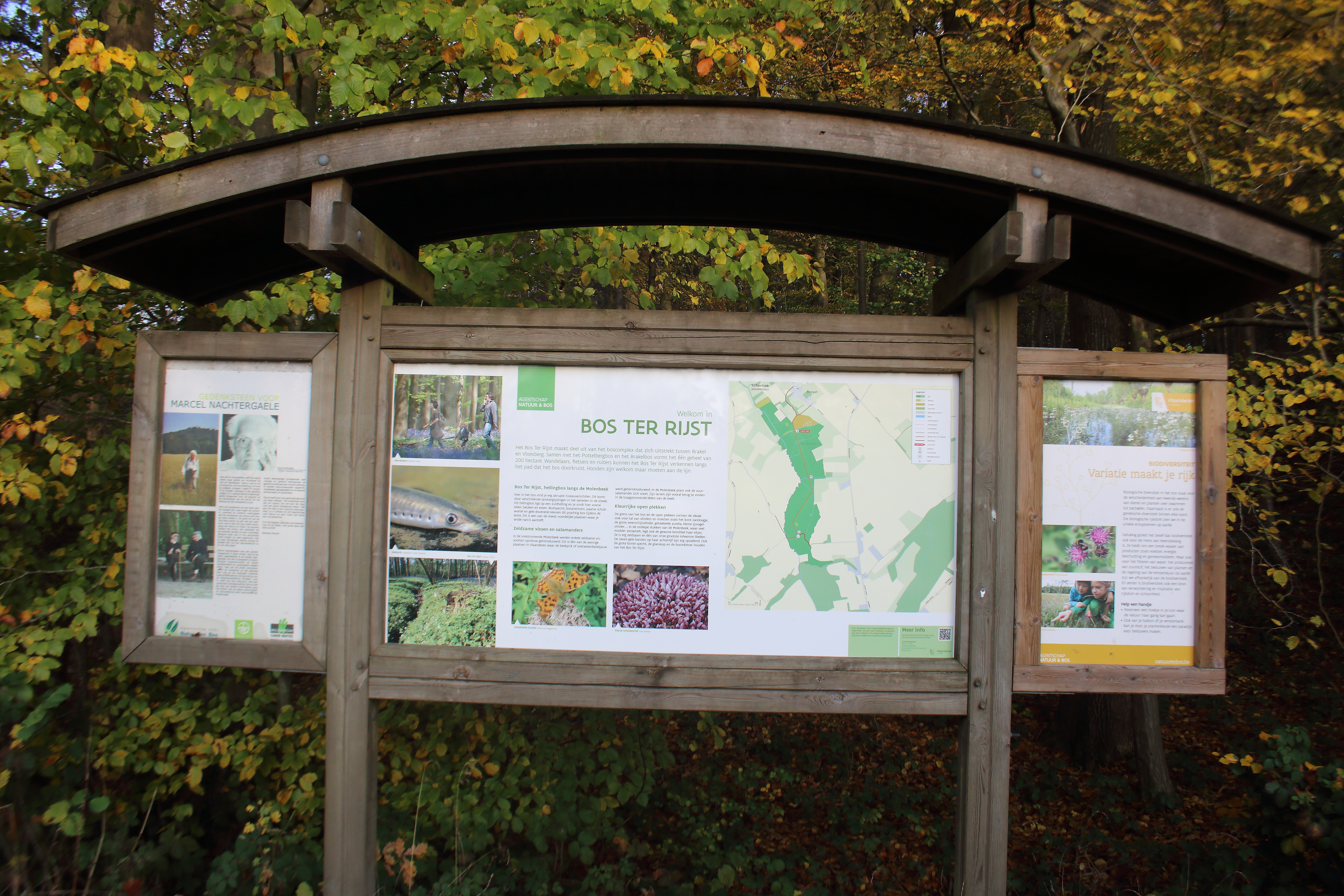
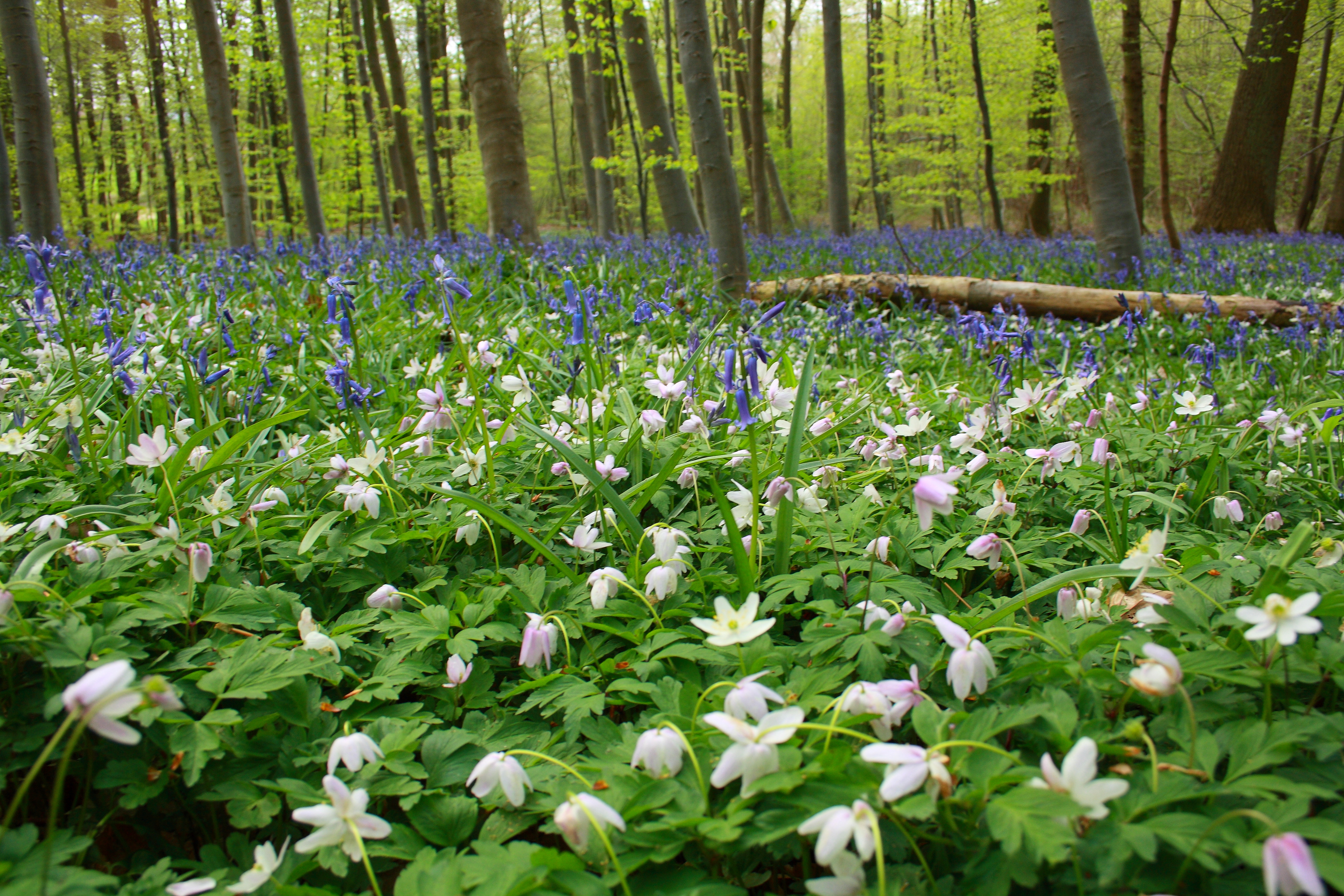
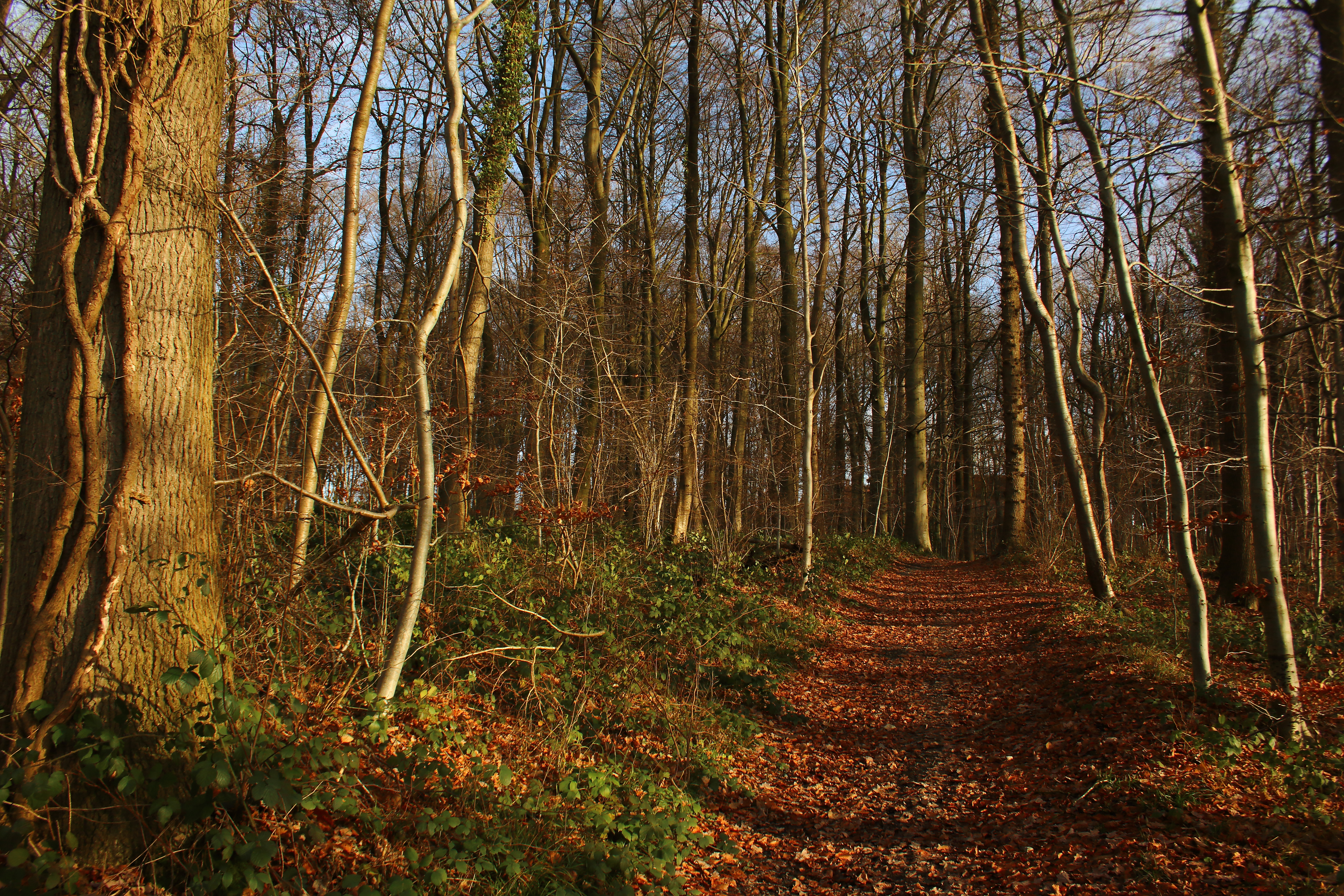
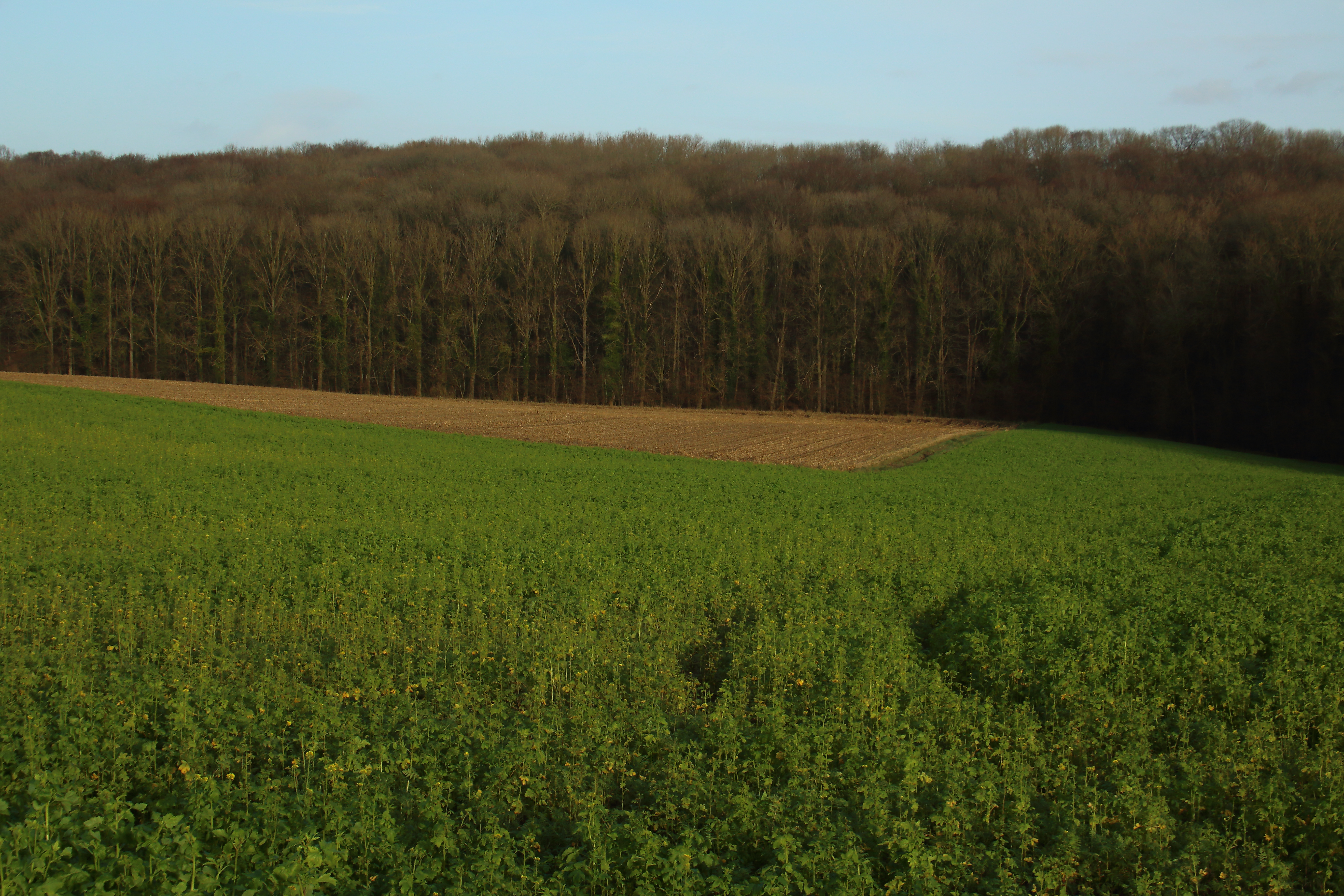
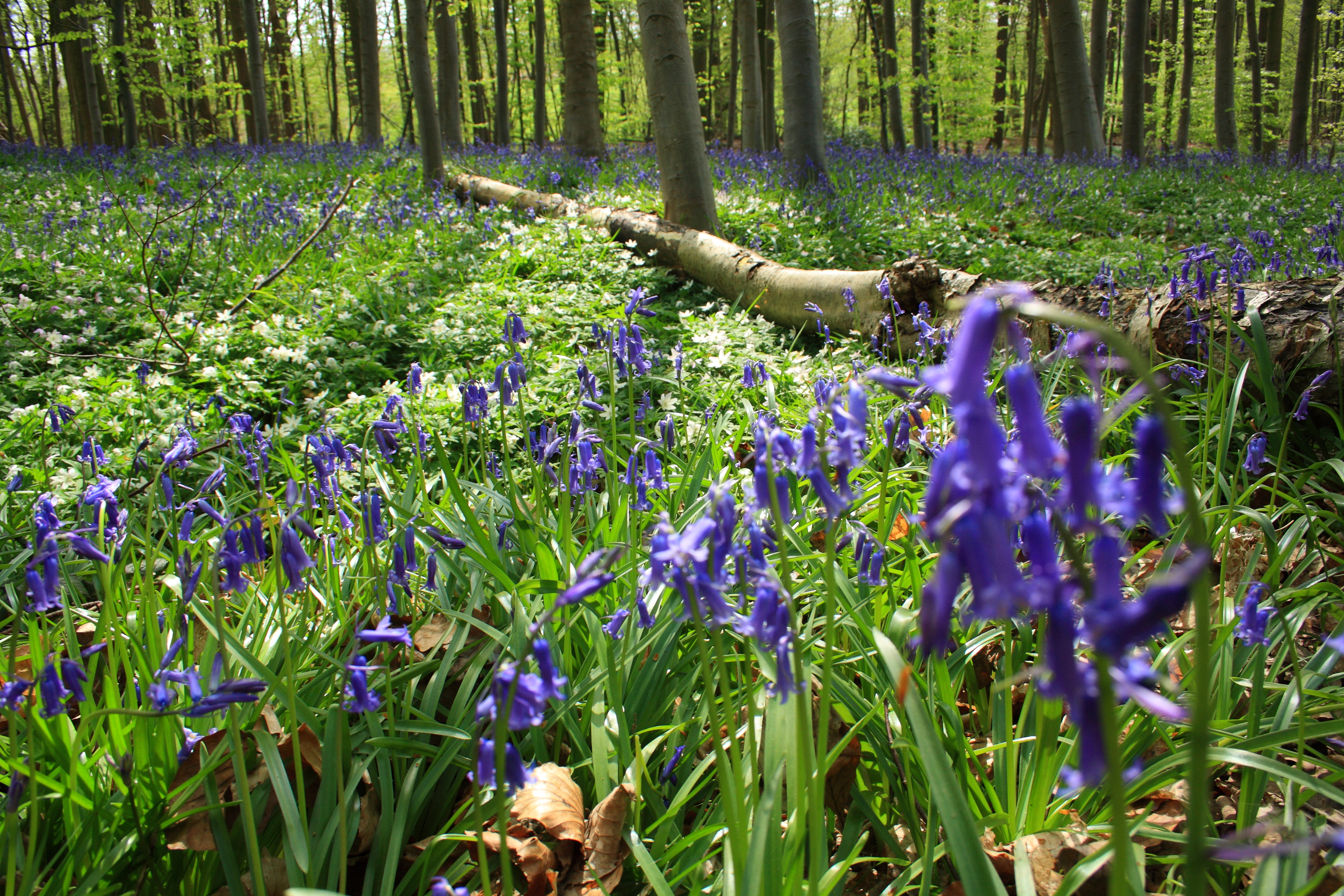